# Slim Notini
Per Erik "Slim" Notini, född 29 januari 1946, är en svensk blues- och gospelmusiker, främst pianist, men även sångare.
Notini växte upp i en musikalisk familj och började spela piano i kommunala musikskolan vid elva års ålder. Han spelade till att börja med traditionell jazz tillsammans med några kompisar och debuterade på scen 1962, men övergick därefter till blues. År 1962 bildade han Slim's Blues Gang, i vilket han spelade piano och sjöng, Bill Öhrström spelade trummor och den sistnämndes lillebror Guy Öhrström kontrabas. Göran Ramberg medverkade på altsax och Bosse Hansson var även med en kort tid som gitarrist. Notini utbildade sig 1967–1969 till mellanstadielärare och vidareutbildade sig senare i blockämnet svenska. Han slutade undervisa 2011, efter att ha arbetat 22 år i grundskolan. Under en period var han även lärare på Komvux.
År 1967 reste Notini till Chicago, där han medverkade som pianist (under namnet Stockholm Slim) på Magic Sams platta West Side Soul, vilken fick enorm internationell uppmärksamhet. Redan innan resan till USA hade han inlett ett samarbete med Peps Persson, då under namnet Linkin' Louisiana Peps, och medverkade på hans första LP Blues Connection som spelades in i februari 1967. År 1971 utkom The Blues Ain't Strange, Notinis första LP, vilken utgavs på Sonet Records och på vilken även Roffe Wikström medverkade på gitarr. År 1975 kom plattan Blues På Svenska: Peps & Slim. I mitten av 1970-talet arbetade Notini även mycket tillsammans med Cyndee Peters. Slim blev därefter medlem i Roffe Wikströms band efter att Gösta Nilsson blivit Peters nya pianist och medverkade bland annat på Wikströms LP Jävla måndag, på vilket även bland andra Ali Lundbohm och Teddy Walter spelade. Därefter rekryterades Notini av prästen och jazztrumpetaren Lars "Sumpen" Sundbom till bandet Sumpen Swingsters.
År 1976 startade Notini, vid sidan av musicerandet, tillsammans med Jonas Bernholm och Bengt Weine skivbolaget Route 66 Records. Åren 1978–1982 studerade Notini på Musikhögskolan i Stockholm. Han fördjupade sig i musikvetenskap och musikproduktion och fick 1983 jobb som artistförmedlare på Yrkestrubadurernas förening (YTF). Åren 1986–1988 hade han ett band med tre saxofonister (Göran Eriksson, Janne Lööf och H.P. Andersson), gitarr, bas och trummor, som spelade Fats Domino-musik i både Stockholm och Göteborg.
År 1977 träffade Notini sin blivande fru, Maria, på en jazzklubb. Hon var prästvigd och efterhand blev även Notini djupt troende. Detta ledde honom under 1990-talet in på gospeln. Han utgav med hjälp av Jonas Bernholm en lång återutgivningsserie av gospel, The Golden Age of Gospel 1945–1965. Han startade även gospelgruppen Slim's Gospel Train och leder även egen kör, som omfattar sex sångare och i vilken han ibland sjunger lead, men främst är ledare, arrangör och ackompanjatör. År 2009 kom plattan Don't Wonder About Him med Slim´s Gospel Train. Han har även samarbetat mycket med gospelsångerskan Kiralina Salandy, som kom till Sverige från Kanada och blev solist i Slim's Gospel Train. Albumet I Feel the Holy Spirit med Kiralina & Slim's Gospel Train gavs ut 2015. Notini ägnar sig dock till viss del fortfarande åt blues; Slim's Blues Gang har under det nya namnet Bill, Slim & Guy utgivit CD:n Bill Slim Guy: 47 Years Later (2011).